# Joanna Lumley
Pour les articles homonymes, voir Lumley.
Joanna Lumley est une actrice et productrice britannique, née le 1er mai 1946 à Srinagar (Inde britannique).

## Biographie

### Origines
Joanna Lamond Lumley est née le 1er mai 1946 à Srinagar, au Jammu-et-Cachemire, de parents anglais : le major James Rutherford Lumley, qui a servi dans le 6e Gurkha Rifles, un régiment de l'Armée indienne britannique, et Thyra Beatrice Rose (née Weir). Ils se sont mariés en 1941. Le colonel Leslie Weir, qui rencontra le 13e dalaï-lama, est son grand-père maternel.

### Carrière
Essentiellement célèbre pour sa carrière télévisuelle faite de nombreux téléfilms et séries, Joanna Lumley s’est particulièrement illustrée dans les séries Chapeau melon et bottes de cuir dans les années 1970 — avec le rôle de Purdey — et Absolutely Fabulous dans les années 1990-2000, où elle jouait la déjantée Patsy Stone. Grâce à ce rôle, elle remporta deux BAFTA TV Awards. Elle fut également au générique de la saga L'Amour en héritage en 1984.
Au cinéma, outre un court rôle dans le film de James Bond Au service secret de sa majesté en 1969, ses plus notables apparitions sur grand écran incluent À la recherche de la Panthère rose de Blake Edwards en 1982, Les Péchés mortels de Patrick Dewolf en 1995, Prince Vaillant en 1997, Maybe Baby ou Comment les Anglais se reproduisent de Ben Elton en 2000, Les Noces funèbres de Tim Burton et Mike Johnson en 2005 où elle prête sa voix à l'un des personnages de ce film d'animation, Trois fois 20 ans de Julie Gavras en 2011, Le Loup de Wall Street de Martin Scorsese en 2013, Broadway Therapy de Peter Bogdanovitch en 2014, (Me Before You) ainsi que Absolutely Fabulous, le film de Mandie Fletcher en 2016. En 2017, elle est à l'affiche de  Paddington 2 de Paul King et de la comédie Finding Your Feet.
En 2021, elle participe à une nouvelle adaptation du roman Le Portrait de Dorian Gray[réf. souhaitée].

### Vie privée
Joanna Lumley est membre de l'ordre de l'Empire britannique ainsi que de la Royal Geographical Society.
Elle est également connue pour ses engagements en faveurs d'œuvres caritatives.
Mariée deux fois, elle a un fils né en 1967.
Joanna Lumley est végétarienne.

## Filmographie

### Actrice

#### Cinéma

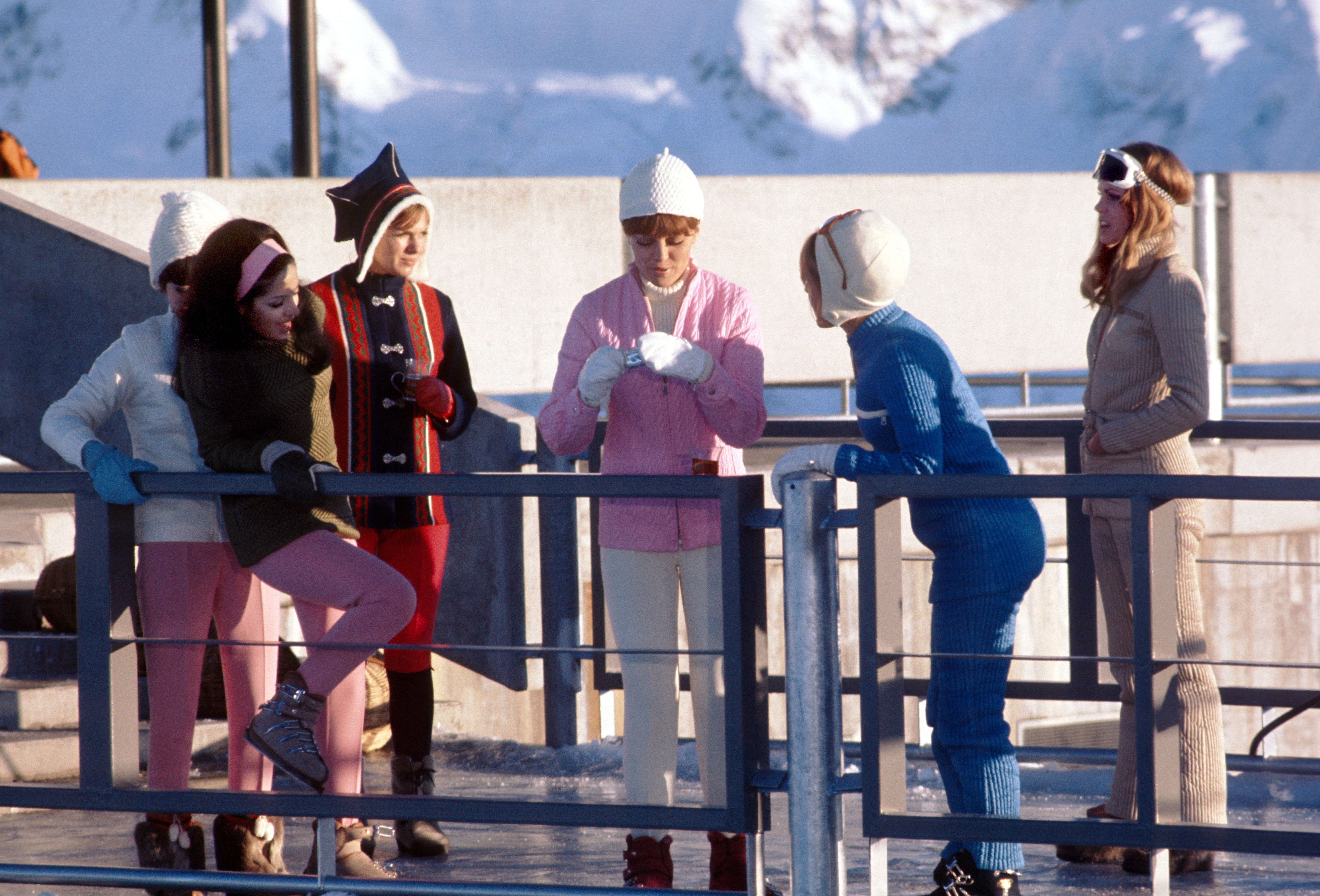
Joanna Lumley (à droite), pendant le tournage d’Au service secret de sa majesté, avec ses collègues féminines du groupe des Angels du Piz Gloria (fin 1968).

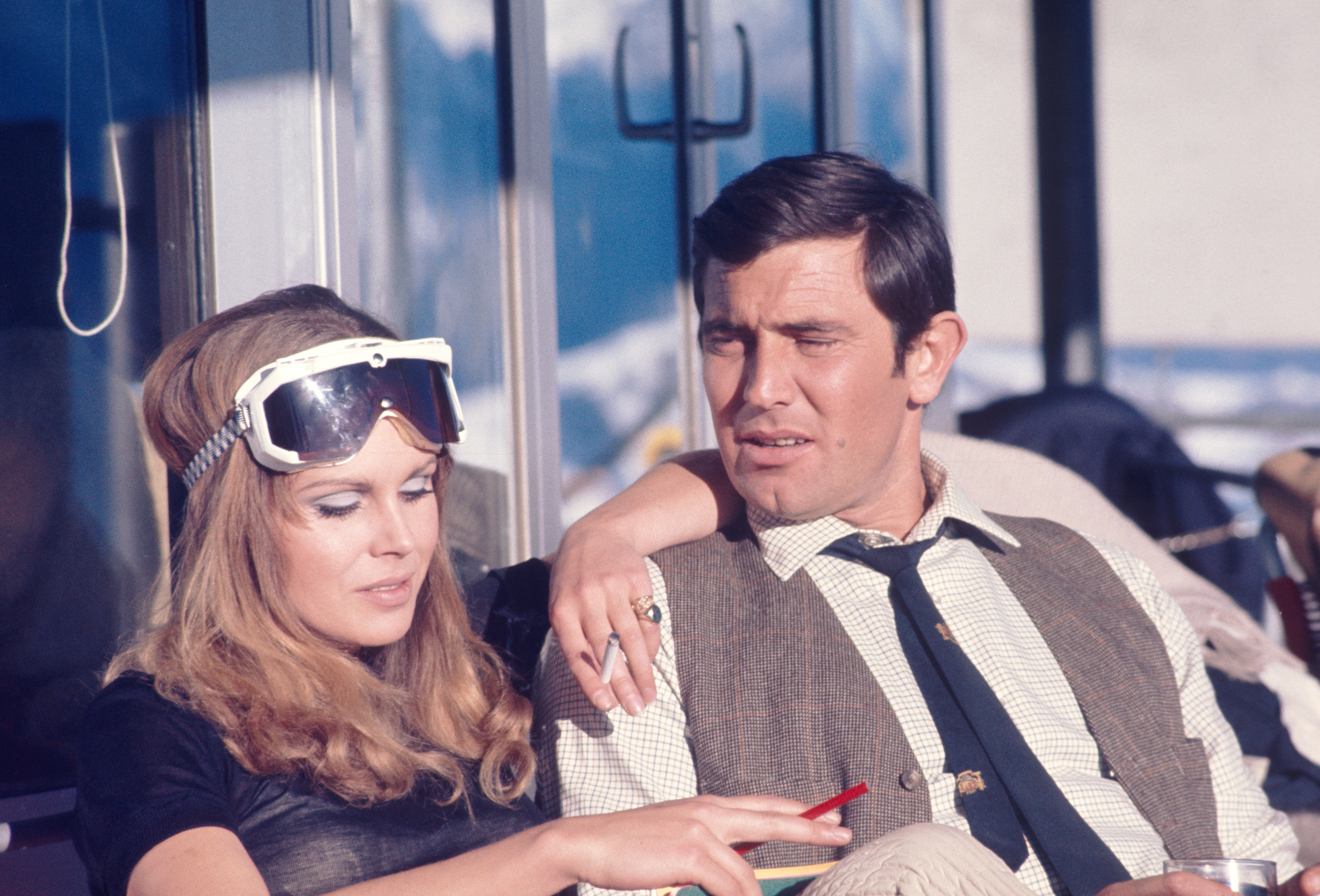
Joanna Lumley, se détendant sur la terrasse du Piz Gloria en compagnie de George Lazenby, l’interprète de James Bond dans Au service secret de sa majesté (fin 1968).

- 1969 : Dieu pardonne, elles jamais ! : second robot saboteur (non créditée)
- 1969 : Au service secret de sa majesté (On Her Majesty’s Secret Service) : la fille anglaise parmi les Angels du Piz Gloria
- 1970 : La Maison qui tue (The House That Dripped Blood) : la fille de l’équipe du film
- 1970 : Games That Lovers Play : Fanny Hill
- 1970 : The Breaking of Bumbo : Susie
- 1970 : Tam Lin (The Ballad Of Tam Lin) : Georgia
- 1973 : Don't Just Lie There, Say Something : Giselle Parkyn
- 1974 : Dracula vit toujours à Londres (The Satanic Rites of Dracula) : Jessica Van Helsing
- 1982 : À la recherche de la Panthère rose (Trail of the Pink Panther) : Marie Jouvet
- 1983 : L'Héritier de la Panthère rose (Curse of the Pink Panther) : la comtesse Chandra
- 1989 : Shirley Valentine : Marjorie Majors
- 1995 : The Forgotten Toys : Annie (voix)
- 1995 : Les Péchés mortels (Innocent Lies) : Lady Helena Graves
- 1996 : James et la Pêche géante (James and the Giant Peach) : Tante Piquette
- 1997 : Prince Vaillant : Morgan Le Fey
- 1998 : Absolutely Fabulous: Absolutely Not! (vidéo) : Patsy Stone
- 1999 : Parting Shots : Freda
- 1999 : Mad Cows : Gillian
- 2000 : BBC Reports: Dot.Com Fever (vidéo)
- 2000 : Whispers: An Elephant's Tale : Half Tusk (voix)
- 2000 : Maybe Baby ou Comment les Anglais se reproduisent (Maybe Baby) : Sheila
- 2001 : Un parfum de meurtre (The Cat's Meow) : Elinor Glyn
- 2004 : Standing Room Only : la dernière de la file
- 2004 : Eurotrip : l’employée de l’hôtel
- 2004 : Ella au pays enchanté (Ella Enchanted) : Dame Olga
- 2005 : Stories of Lost Souls : la dernière de la file
- 2005 : Les Noces funèbres (Corpse Bride) : Maudeline Everglot (voix)
- 2008 : Pollux : Le Manège enchanté : Azalée (voix de la version britannique)
- 2009 : Boogie Woogie : Alfreda Rhinegold
- 2011 : Trois fois 20 ans (Late Bloomers) de Julie Gavras : Charlotte
- 2013 : Le Loup de Wall Street (The Wolf of Wall Street) de Martin Scorsese : Tante Emma
- 2014 : Broadway Therapy de Peter Bogdanovich : la mère de Jane
- 2015 : Absolutely Anything de Terry Jones : Fenella
- 2016 : Avant toi (Me Before You) de Thea Sharrock : Mary Rawlinson
- 2016 : Absolutely Fabulous, le film de Mandie Fletcher : Patsy Stone
- 2017 : Paddington 2 de Paul King : Felicity Fanshaw

#### Télévision
- 1969 : The Mark Two Wife : Elsie Engelfield
- 1971 : It's Awfully Bad for Your Eyes, Darling (série) : Samantha Ryder-Ross
- 1973 : Coronation Street (série) : Elaine Perkins
- 1976-1977 : Chapeau melon et bottes de cuir (The New Avengers) (série) : Purdey
- 1979 : The Plank : auto-stoppeuse
- 1979-1982 : Sapphire and Steel[3] : Sapphire
- 1983 : The Weather in the Streets : Kate
- 1984 : L'Amour en héritage (Mistral's Daughter) de Douglas Hickox / Kevin Connor, (feuilleton TV) : Lally Longbridge
- 1984 : Oxbridge Blues (feuilleton) : Gigi
- 1984 : The Glory Boys : Helen
- 1990 : A Ghost in Monte Carlo : Lady Drayton
- 1990 : Cluedo (série) : Mrs. Peacock (V) (Series 4) (1993)
- 1991 : A Perfect Hero (feuilleton) : Loretta Stone
- 1992-2004 : Absolutely Fabulous : Patsy Stone
- 1994 : Class Act (série) : Kate Swift
- 1994 : Girl Friday (série)
- 1995 : La Ferme du mauvais sort (Cold Comfort Farm) : Mrs. Mary Smiling
- 1998 : La Dynastie des Carey-Lewis : Le Grand Retour (Coming Home) de Giles Foster : Diana Carey-Lewis
- 1998 : L'Échoppe des horreurs (The Tale of Sweeney Todd) : Mrs. Lovett
- 1998 : Un couple peu ordinaire (A Rather English Marriage) : Liz Franks
- 1999 : Alice au pays des merveilles (Alice in Wonderland) : Tiger Lily (voix)
- 1999 : La Dynastie des Carey-Lewis : Nancherrow de Simon Langton : Diana Carey-Lewis
- 1999 : The Forgotten Toys (série)
- 1999 : Foxbusters (série) : Sims (voix)
- 1999 : Dr Willoughby (série) : Donna Sinclair
- 1999 : Doctor Who and the Curse of Fatal Death (téléfilm) : Le 13e Docteur
- 2000 : Mirrorball : Jackie Riviera
- 2002 : Up in Town (série) : Madison Blakelock
- 2003 : Absolutely Fabulous Gay : Patsy Stone
- 2004 : Miss Marple (série télévisée) : Dolly Bantry (1 épisode : Un cadavre dans la bibliothèque)
- 2005 : Comic Relief: Red Nose Night Live 05 : Patsy Stone
- 2005 : Sensitive Skin (série) : Davina Jackson
- 2006 : Jam and Jerusalem (série)
- 2009 : Inspecteur Lewis (série) saison 3 épisode 4 : Un rock immortel (Counter Culture Blues) : Esme Ford
- 2010 : Miss Marple (saison 5, épisode 4) : Le miroir se brisa : Dolly Bantry
- 2012 : Absolutely Fabulous At 20 : Patsy Stone
- 2015 : Downton Abbey, sketch Text Santa
- 2017 : L'Inde de Joanna Lumley[4]
- 2024 : Double piège : Judith Burkett
- 2025 : Mercredi : Hester Flump

### Productrice
- 2001 : The Cazalets (série télévisée)

## Théâtre
- 2011 : The Lion in Winter de James Goldman, Théâtre Royal Haymarket, Londres

## Voix françaises
En France
| - Frédérique Tirmont dans : - Absolutely Fabulous (série télévisée) - Miss Marple (série télévisée, saison 5) - Les Noces funèbres (voix) - Broadway Therapy - Absolutely Anything - Évelyn Séléna (*1939 - 2025) dans : - La Ferme du mauvais sort - James et la Pêche géante - Miss Marple (série télévisée, saison 1) - Le Loup de Wall Street - Pauline Larrieu dans : - Shirley Valentine - Paddington 2 - Mercredi (série télévisée) | Et aussi - Martine Messager dans Dracula vit toujours à Londres - Nadine Delanoë dans Chapeau melon et bottes de cuir (série télévisée) - Marion Game dans L'Héritier de la Panthère rose - Béatrice Delfe dans À la recherche de la Panthère rose - Claude Gensac dans L'Amour en héritage (série télévisée) - Frédérique Cantrel dans Mad Cows - Isabelle Desplantes dans Ella au pays enchanté - Élisabeth Wiener dans Absolutely Fabulous, le film - Josiane Pinson dans Double Piège (mini-série) |